# 迫幸一
迫 幸一（さこ こういち、1918年6月20日 - 2010年10月29日）は、日本の写真家。

## 来歴
1918年（大正7年）、広島県呉市吉浦町に生まれる。1938年（昭和13年）、広島県立広島工業学校（現・広島県立広島工業高等学校）機械科を卒業した。1945年（昭和20年）、東洋工業勤務当時に広島市内で入市被爆する。
1952年（昭和27年）、『アサヒカメラ』に年間初入選する。1954年（昭和29年）には二科展に初めて入選し、以降も連続して入選した。1955年（昭和30年）、西ドイツの「国際主観写真展」に出品。
1957年（昭和32年）、オランダ美術館の「世界写真展」に出品する。1959年（昭和34年）にはニューヨーク近代美術館に出品後、5点が同館の永久保存対象となった。
1960年（昭和35年）、ブリュッセルの『BEAUX ARTS』誌に作品を発表した。
1964年（昭和39年）、全ヨーロッパ美術博物館巡回展「人間とは何か」に出品。
1967年（昭和42年）、「イギリス写真年間」に発表する。また同年、モントリオール万国博覧会の写真集に作品が収録された。
1975年（昭和50年）、イギリスのヴィクトリア&アルバート博物館に出品し、2点が同館の永久保存対象となる。
1992年（平成4年）、広島市文化功労者賞を受賞した。
2002年（平成14年）呉市立美術館に作品を寄贈（寄贈：86作品　購入：5作品）し、特別展示も実施された。
2010年（平成22年）、肺炎のため死去（満92歳没）。

## 役職
- 広島県写真連盟会長

## 著書

### 写真集
- 『白い印象』ダイコロ、1971年
- 『系譜』北日本出版、1975年
- 『江田島ー33年の刻』私家版、1990年
- 『迫幸一写真集「昭和の記憶」』2019年[要文献特定詳細情報]

### その他
- 『写真術再入門』評論社、1965年（1975年再版）